# Kombinat Maschinenbauhandel

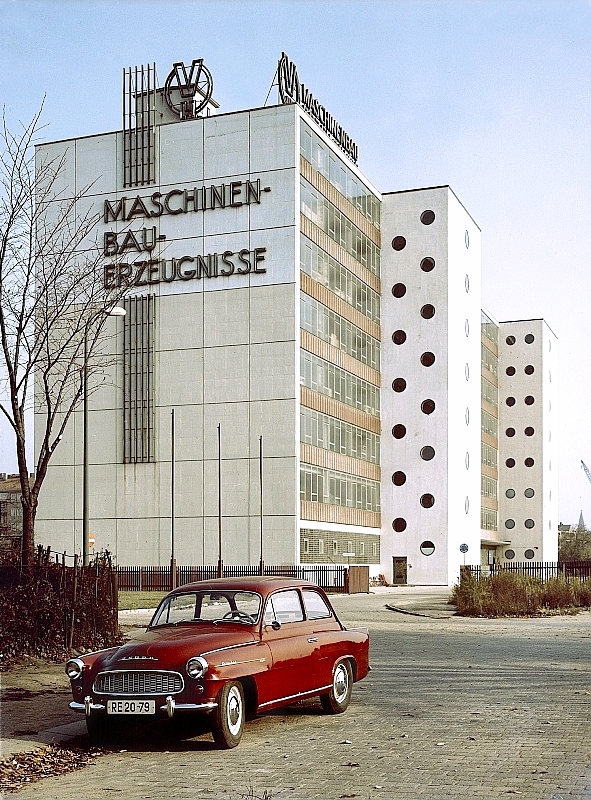
Lagergebäude in Dresden

Das VE Kombinat Maschinenbauhandel Berlin wurde 1981 gegründet und war ein Kombinat in der DDR. Als Großhändler dienten die Betriebe des Kombinats – unter Ausnahme von Direktbeziehern – der Materialversorgung der DDR-Wirtschaft mit Maschinenbau-Erzeugnissen und elektrotechnischen Produkten.
Das Großhandelssortiment umfasste mit Stand 1988 rund 310.000 Artikel, die von 58 inländischen Kombinaten und 16 Außenhandelsbetrieben bezogen wurden. Mit Metallerzeugnissen wurden rund 25.000 Verbraucher beliefert. Bei einem durchschnittlichen Bestandswert in Höhe von rund 2,1 Milliarden Mark wurde im Jahr 1988 eine Versorgungsleistung im Wert von rund 9 Milliarden Mark erzielt. Eine Aufgabe des Kombinats bestand in der Durchsetzung einer effektiven und effizienten Materialwirtschaft, die mittelbar zu einer Ablöse nicht zwingend notwendiger Importe führen sollte. Einen Beitrag hierzu sollte weiterhin ein Ausleihdienst liefern, der elektronische Messtechnik verlieh. Von den Importen des Jahres 1988 im Wert von rund 2,2 Milliarden Mark entfiel auf Einfuhren aus dem NSW ein Minderheitsanteil.
Das Kombinat unterstand ab dem 1. Januar 1987 dem Ministerium für Werkzeug- und Verarbeitungsmaschinenbau. Weitere zentralgeleitete Kombinate im Zuständigkeitsbereich dieses Ministeriums sind in der Liste von Kombinaten der DDR aufgeführt. Bis Ende 1986 wurde das Kombinat durch das Ministerium für Materialwirtschaft geführt.
Die Kombinatsleitung befand sich am Platz vor dem neuen Tor 1, Berlin.

## Geschichte
Bereits seit den 1940er Jahren existierten in der DDR Organisationen, deren Aufgabe in der Durchführung und Koordinierung des Versorgungs- und Reservehandels bestand. Der Reservehandel bezog sich auf den Handel mit nicht oder nicht voll genutzten Maschinen- und Materialreserven, wobei hierbei auch Abfälle und Schrotte eingeschlossen werden („Innere Reserven“).
Ab 1947 sorgten mehrere Industriekontore sowie die Deutsche Handelsgesellschaft mbH unter Führung der Deutschen Wirtschaftskommission für die Erfüllung dieser Großhandelsaufgaben. Diese Organisationen wurden 1950 aufgelöst, und Deutsche Handelszentralen wurden für die Bereiche Maschinen- und Fahrzeugbau, Elektrotechnik-Feinmechanik/Optik und Innere Reserven gegründet. Die ersten beiden Bereiche wurden 1957 in einer Handelszentrale zusammengefasst.
Die Gründung des Staatlichen Vermittlungskontors für Maschinen- und Materialreserven 1957 führte zur Bündelung des Reservehandels in demselben. Die Versorgungsfunktion wurde ab 1959 durch Versorgungskontore für Maschinenbau-Erzeugnisse übernommen, unter denen die Niederlassungen der Deutschen Handelszentralen fortan firmierten. Sie unterstanden dem Staatlichen Maschinen-Kontor (SMK), das 1958 gegründet wurde. Ab 1963 war das SMK dem Volkswirtschaftsrat der DDR unterstellt. Das Staatliche Kontor für Maschinen- und Materialreserven wurde ab 1965 von mehreren VEB Maschinen- und Materialreserven getragen.
Im Jahr 1975 kam es zur Eingliederung des Staatlichen Kontors für Maschinen- und Materialreserven in das SMK. Ab diesem Zeitpunkt unterstanden dem SMK acht VEB Maschinenbauhandel (Versorgungshandel) und fünf VEB Maschinen- und Materialreserven (Reservehandel). Als übergeordnetes Organ diente das Ministerium für Materialwirtschaft.
Durch die Kombinatsbildung 1981 wurde das SMK durch das VE Kombinat Maschinenbauhandel abgelöst und die VEB Maschinen- und Materialreserven wurden in die VEB Maschinenbauhandel integriert.
Im Zuge der Wende und der anschließenden Wiedervereinigung wurde das Kombinat 1990 aufgelöst. Das Kombinat wurde hierbei zur MBH Maschinenbau- und Technikhandel AG, Berlin umgewandelt. Diese Gesellschaft wurde 1991 durch ein Konsortium unter Beteiligung der Bank Paribas von der Treuhandanstalt übernommen. MBH erzielte im ersten Halbjahr einen Umsatz von 3,6 Milliarden Mark der DDR. Im zweiten Halbjahr wurden rund 197 Millionen ECU verumsatzt. Der Gesamtumsatz für 1990 betrug somit rund 250 Millionen ECU.
Der VEB Rationalisierung Maschinenbauhandel Halle firmierte 1990 zu TULOG Halle GmbH um und wurde 1993 durch den Nürnberger Intralogistik-Anlagenbauer Klinkhammer übernommen.

## Zugehörige Betriebe
Das Kombinat wurde im Wesentlichen von 8 VEB Maschinenbauhandel getragen, die für verschiedene Regionen zuständig waren. Im Jahr 1988 unterhielten diese Betriebe insgesamt 501 Immobilien, wovon 383 Lagerimmobilien und 78 Fachhandelsgeschäfte waren.
Der Betrieb VEB Rationalisierung Maschinenbauhandel Halle wurde 1981 zeitgleich zur Kombinatsgründung geschaffen und diente der kombinatsinternen Versorgung mit Spezialmaschinen und Hilfsmitteln. Zum Produktportfolio dieses Kombinatsbetriebs zählten sogenannte Kleinrationalisierungsmittel, Regalbediengeräte, Geräte der Handhabungstechnik, Transportelemente und -behälter, leichte Stahlregale und Prozesssteuerungssysteme.
Das Institut für Rationalisierung des Produktionsmittelhandels (irap), dessen Gründung 1967 angeordnet wurde, hatte die Leistung wissenschaftlicher Grundlagenarbeit im Bereich der Rationalisierung des Produktionsmittelhandels zur Aufgabe. Dies betraf insbesondere Lager-, Transport- und Umschlagstechnologie. Das Institut unterstand zum Zeitpunkt seiner Gründung direkt dem Ministerium für Materialwirtschaft und leistete Arbeit im Auftrag des Ministeriums und verschiedener volkseigener Betriebe. Im Jahr 1987 wurde das irap an das Kombinat Maschinenbauhandel angegliedert. In diesem Zuge wurde das bis dahin existierende Wissenschaftlich-Technische-Zentrum des Kombinats in das irap integriert.
Zum Kombinat gehörten folgende Betriebe:
- Institut für Rationalisierung des Produktionsmittelhandels (irap)
- VEB Maschinenbauhandel Berlin
- VEB Maschinenbauhandel Cottbus
- VEB Maschinenbauhandel Dresden
- VEB Maschinenbauhandel Erfurt
- VEB Maschinenbauhandel Karl-Marx-Stadt
- VEB Maschinenbauhandel Leipzig
- VEB Maschinenbauhandel Magdeburg
- VEB Maschinenbauhandel Rostock
- VEB Rationalisierung Maschinenbauhandel Halle